# Standesherr (Großherzogtum Hessen)
Die Standesherren des Großherzogtums Hessen stellten neben den Prinzen des regierenden Hauses den höchsten Adel im Land mit einer Reihe von Privilegien, die zwar im Laufe des 19. Jahrhunderts reduziert wurden, sich aber zum Teil bis zum Ende der Monarchie 1918 hielten.

## Grundlage
Die Mediatisierung hatte der dabei zum Großherzogtum Hessen avancierten Landgrafschaft Hessen-Darmstadt die Oberhoheit über eine Reihe bisher reichsunmittelbarer Territorien eingebracht, deren bis dahin Regierende nun zu Standesherren wurden. Gleiches geschah 1816 dem Fürsten von Isenburg, dessen Lande endgültig mediatisiert und zwischen dem Großherzogtum und dem Kurfürstentum Hessen aufgeteilt wurden. Rechtsgrundlage sowohl für die Mediatisierung als auch die Stellung der Standesherren war die Rheinbundakte von 1806. Staatsrechtlich definiert waren sie als

„die Häupter der Familien, die vor Auflösung des alten deutschen Reichs über ein jetzt zu Hessen gehöriges Gebiet Hoheitsrechte ausübten und als Inhaber dieser Hoheitsrechte einen Sitz im Reichstage hatten.“

Davon gab es 19 (siehe Übersicht), am Ende des 19. Jahrhunderts immer noch 17. Hinsichtlich Fläche und Bevölkerung machten die Standesherrschaften etwa 1⁄4 des Großherzogtums aus.

## Rechtliche Regelungen
Eine Reihe rechtlicher Regelungen bestimmten die Verhältnisse der Standesherren im Großherzogtum Hessen. Grundlegend war die Rheinbundakte.
Als spezifische Regelungen im Großherzogtum Hessen traten hinzu:
- Die Deklaration über die staatsrechtlichen Verhältnisse der Standesherren des Großherzogtums vom 1. August 1807[5] und
- der Anhang zu vorstehender Deklaration vom 20. Juni 1808.[6]
- Das Edict, die standesherrlichen Rechts-Verhältnisse im Großherzogthum Hessen betreffend vom 27. März 1820[7] wurde zum Bestandteil der Dezember-Verfassung von 1820 erklärt.[8] Mit ihm wurde ein Teil der Bestimmungen der beiden vorangegangenen Dokumente konsolidiert und – soweit sie dem neuen Edikt widersprachen – außer Kraft gesetzt.[9] Die Regelungen sind über weite Strecken ähnlich, aber ausführlicher. Im Bereich protokollarischer Ehren (Anrede, Ehrenwache) gab es Zugeständnisse an die Standesherren über die Regelungen von 1807 hinaus. Weiter wird die Vormundschaft in standesherrlichen Häusern umfassend geregelt.[10]
- Die Verfassung des Großherzogtums Hessen vom 17. Dezember 1820[11] gewährte weitere Rechte, erklärte aber vor allem in Art. 37 das Edikt vom 27. März 1820 zum Bestandteil der Verfassung.[12]
- Das Gesetz, die Verhältnisse der Standesherren und adeligen Gerichtsherrn betreffend vom 3. August 1848[13] bedeutete harte Einschnitte für die standesherrlichen Familien: Erhebliche Teile ihrer Privilegien entfielen oder wurden beschnitten. Das hatte aber nicht lange Bestand. Im Zuge des „Roll-back“ nach den revolutionären Ereignissen und schließlich mit dem
- Gesetz, die staatsrechtlichen Verhältnisse der Standesherren des Großherzogthums betreffend vom 18. Juli 1858[14] wurde die Gleichstellung teilweise rückgängig gemacht und Privilegien wieder gewährt. Das Gesetz von 1858 setzte alle widersprechenden Bestimmungen des Edikts von 1820 und des Gesetzes von 1848 außer Kraft.[15]
- Die Bekanntmachung die Rechtsverhältnisse der Standesherren des Großherzogthums betreffend vom 18. Juli 1858 schränkte die Gültigkeit des vorgenannten Gesetzes ein und erklärt es als nicht anwendbar auf die Standesherren von Isenburg-Birstein, von Löwenstein-Wertheim, von Erbach-Fürstenau und von Stolberg-Gedern, da diese sich offensichtlich im Vorfeld geweigert hatten, entsprechende Abmachungen mit dem Staat zu treffen.[16]

## Das staatsrechtliche Verhältnis
Im Prinzip ersetzte bei der Mediatisierung das Großherzogtum Hessen die Funktionen gegenüber den Standesherren, die das wegfallende bisherige Alte Reich gegenüber dem reichsunmittelbaren Adel eingenommen hatte. Die Mediatisierung betraf also die Beziehungen zwischen den Standesherren und ihren Untertanen zunächst nicht. Die Standesherren nahmen in ihren Gebieten die Aufgaben in Rechtsprechung und Verwaltung weiter wahr.
Allerdings verstand sich das Großherzogtum – im Gegensatz zum Reich – als Staat, drängte darauf, das staatliche Gewaltmonopol durchzusetzen und die Standesherren aus den Positionen zu drängen, in denen ihre Herrschaft zu staatlichem Handeln in Konkurrenz stand. Diese Entwicklung dauerte mehrere Jahrzehnte. Die letzten diesbezüglichen Rechte wurden erst in der Folge der Revolution von 1848 beseitigt. Eine gesellschaftliche und staatsrechtliche Sonderstellung – etwa erbliche Sitze in der ersten Kammer der Landstände des Großherzogtums Hessen – behielten sie bis zum Ende der Monarchie 1918.
Zu den staatlichen Maßnahmen, die Standesherren in den neuen Staat einzubinden, zählte, dass dieser sie als – wenn auch privilegierte – Untertanen behandelte: Sie mussten dem Großherzog huldigen, alle Titel ablegen, die den Anschein eigener (staatlicher) Souveränität hätten erwecken können und wurden protokollarisch dem großherzoglichen Haus nachgeordnet.
Auch griff der Staat direkt auf die Untertanen der Standesherren zu, die z. B. dem Großherzog ebenfalls huldigen mussten, aber auch dem jeweiligen Standesherren. Für die Untertanen bedeutete das auch eine doppelte Belastung. Nicht zuletzt deshalb brachen die Unruhen von 1830 vorwiegend in standesherrlichem Gebiet aus.
Den Standesherren war eigene „Außenpolitik“ untersagt.

## Privilegien

### Protokollarische Besonderheiten
Den Standesherren stand zu oder wurde zugestanden
- Ebenbürtigkeit.[25]
- Die Aufnahme für sich und ihre Familien in das Fürbittengebet. Dort waren sie nach dem Großherzog und seiner Familie zu nennen.[26] Dies wurde 1848 abgeschafft[27] und 1858 wieder eingeführt.[28]
- Bestimmte Formen der Ansprache in offiziellen Dokumenten und die Titel „Durchlaucht“ für die Fürsten und „Erlaucht“ für die Grafen.[29][Anm. 1]
- Die Aufstellung einer militärischen Ehrenwache wurde 1820 gestattet[30], 1848 abgeschafft[31] und 1858 wieder eingeführt.[32]

### Rechtliche Privilegien
- Gerichtsstandsprivileg:
  - In persönlichen Angelegenheiten, einschließlich der freiwilligen Gerichtsbarkeit – das betraf vor allem Vormundschaftssachen – war für sie das Oberappellationsgericht Darmstadt, das höchste Gericht des Landes, erste Instanz.[33] Das Gerichtsstandsprivileg blieb in diesem Sektor auch nach Verabschiedung der Reichsjustizgesetze erhalten. Statt des 1879 aufgelösten Oberappellationsgerichts wurde nun das Oberlandesgericht Darmstadt zuständig.[34]
  - Bei anderen Angelegenheiten waren zunächst 1807 die Hofgerichte, die mittlere Instanz der dreistufigen Gerichtsverfassung des rechtsrheinischen Teils des Großherzogtums, zuständig[35], ab 1820 ebenfalls das Oberappellationsgericht.[36] Dieses Gerichtsstandsprivileg für Zivilrechtsstreitigkeiten entfiel mit der den Reichsjustizgesetzen am Ende der 1870er Jahre.[37]
  - In Strafsachen musste aufgrund der Rheinbundakte[38] ein Austrägalgericht zugestanden werden.[39] Das Gerichtsstandsprivileg blieb in diesem Sektor auch nach Verabschiedung der Reichsjustizgesetze erhalten. Statt des 1879 aufgelösten Oberappellationsgerichts wurde nun das Oberlandesgericht Darmstadt zuständig.[40]

1848 wurden die Gerichtsstandsprivilegen auch für Standesherren abgeschafft, 1858 allerdings wieder eingeführt.
- Mitgliedschaft des jeweiligen Oberhauptes der Familie in den Landständen.[43]
- Rechtsprechung in ihren vormaligen Herrschaftsgebieten aufgrund von Art. 27 Rheinbundakte[44]:
  - In Zivilsachen in erster[45] und zweiter Instanz[46] und
  - im Strafrecht. Urteile mit Strafen im Umfang von mehr als drei Jahren Zuchthaus oder die Todesstrafe mussten vor Vollstreckung vom Innenministerium (das damals zugleich das Justizministerium war) bestätigt werden.[47]
    - Die standesherrlichen Ämter waren bis in die 1820er Jahre die Gerichte erster Instanz. Dann wurden sie durch Landgerichte ersetzt (siehe: Übersicht).
    - Die zweitinstanzliche Rechtsprechung erfolgte durch die standesherrlichen Justizkanzleien, für die das Prozessrecht der staatlichen Hofgerichte galt. Diese Justizkanzleien waren ein Aufwand, den sich nur die großen Standesherren leisten konnten und alle in den 1820er Jahren aufgaben. Anschließend, und dort wo nie Justizkanzleien errichtet wurden, waren die Hofgerichte die zweite Instanz. → Hauptartikel: Justizkanzlei (Großherzogtum Hessen)

Die Befugnis, Rechtsprechung auszuüben, wurde 1848 aufgehoben, ebenso die Mitbestimmung hinsichtlich anzustellenden Personals, in den Fällen, in denen ein solches Mitspracherecht bestand.
- hoheitliche Rechte im Bereich der Öffentlichen Sicherheit und Ordnung.[49] Dabei konnten Verwaltungsstrafen bis zu zwei Wochen Haft und 15 fl Geldstrafe ausgesprochen werden.[50]
- im Kirchen- und Schulwesen blieben den Standesherren Mitwirkungsrechte erhalten.[51] Diese Rechte wurden 1848 aufgehoben[52], die Patronatsrechte aber 1858 restituiert.[53]
- ein besonderes Erbrecht unter Anerkennung der alten Familienverträge. Das wurde 1858 nochmals anerkannt.[54]
- die Militärdienstbefreiung[55] und die Befreiung von Einquartierungen.[56] Andererseits durften Standesherren, aber mit großherzoglicher Erlaubnis, in fremden Militärdienst treten.[57] Die Militärdienstbefreiung wurde 1848 abgeschafft[58], 1858 aber wieder eingeführt[59] und die Einquartierung auf Offiziere und deren Personal beschränkt.[60] Später wurden sie von der Einquartierung wieder ganz befreit.[61]
- Freizügigkeit beim Wohnsitzwechsel innerhalb des Deutschen Bundes musste aufgrund der Rheinbundakte[62] gewährt werden.[63]
- Recht zur mehrfachen Staatsangehörigkeit.[64]
- Die Befreiung von Einfuhrzöllen auf Gegenstände, die für die Haushalte der Standesherren und ihre Familien bestimmt waren.[65]
- Verminderung des Steuersatzes um ein Drittel (1807)[66] und ab 1820 um 3⁄8 (37,5 %), beschränkt allerdings auf Besitz, den sie bereits bei Mediatisierung innehatten.[67] Diese Privilegien wurden 1848 beseitigt.[68]
- Bergrechtliche Privilegien, aufgehoben 1848.[69]
- Befreiung von der Straßenbenutzungsgebühr („Chausseegeld“).[70]
- Befreiung von der Pflicht zum Besitz eines Waffenscheins für Jagdwaffen.[71]

## Einkünfte
Die Einkünfte aus Steuern und Abgaben, wie sie bis 1806 bei den nunmehrigen Standesherren anfielen, nahm nun überwiegend der Staat in Anspruch. Den Standesherren verblieben die Einkünfte aus ihren Wirtschaftsbetrieben, einschließlich der Abgaben abhängiger Bauern, und aus den hoheitlichen Tätigkeiten, die sie weiter wahrnehmen durften. Die Schulden der Standesherrschaften wurden gemäß Rheinbundakte zwischen dem Staat und der Standesherrschaft im Verhältnis der zwischen ihnen nun gesplitteten Einkünfte geteilt. Von dem Personal übernahm der Staat diejenigen, die bisher Aufgaben wahrgenommen hatten, die von den Standesherren auf das Großherzogtum übergingen.

## Sonderfall Riedesel
Bei den Freiherren von Riedesel war zweifelhaft, ob sie Standesherren waren. In der Praxis wurden sie aber so behandelt und den Standesherren gleichgestellt. In einigen Rechtsakten wurden sie neben den Standesherren deshalb explizit nochmals erwähnt. 1827 wurden sie dann offiziell gleichgestellt.

## Gemeinsame Einrichtungen der Standesherren
Die Häuser Isenburg und Stolberg betrieben gemeinsam die Gesamt-Justizkanzlei Büdingen, die Häuser Löwenstein-Wertheim und Erbach führten die Gesamt-Justizkanzlei Michelstadt, beides zweitinstanzliche Gerichte für den Bereich ihrer Standesherrschaften. 

## Ende
Mit der bürgerlichen Revolution von 1848 kam das Ende aller den Standesherren noch verbliebenen hoheitlichen Funktionen. Zum 1. April 1848 gingen alle entsprechenden Einrichtungen und Befugnisse an den Staat über. Auch die teilweise Revision der in der Revolution veranlassten Änderungen nach deren Abklingen, brachte den Standesherren die hoheitlichen Rechte nicht zurück: Der Staat behielt sie ein.
Mit der Novemberrevolution 1918 gingen die letzten staatsrechtlichen Privilegien, insbesondere die erblichen Sitze in der ersten Kammer verloren. Die Rechtsnachfolge des Großherzogtums Hessen trat der Volksstaat Hessen an, eine Republik, deren Landtag nur noch eine Kammer aufwies, deren Abgeordnete alle gewählt waren.

## Übersicht über die Standesherrschaften
| Bezeichnung                           | Inhaber | Ämter | Übergang der Hoheits- rechte an den Staat                     | Einwohnerzahl |
| ------------------------------------- | --- | --- | ------------------------------------------------------------- | ------------- |
| Standesherrschaft Erbach              | Grafen zu Erbach * Grafen von Erbach-Erbach * Grafen zu Erbach-Fürstenau * Grafen zu Erbach-Schönberg                                                                                | Amt Erbach Amt Freienstein Amt Michelstadt (Erbach-Fürstenau) Amt Reichenberg Amt Rothenberg Amt Schönberg (Erbach-Schönberg) Amt König | 1822                                                          | 30.954        |
| Standesherrschaft Ilbenstadt          | Leiningen-Westerburg-Altenleiningen | Ehemaliges Kloster Ilbenstadt | 1828                                                          | 74            |
| Standesherrschaft Isenburg            | Fürsten und Grafen von Isenburg * Isenburg-Birstein * Isenburg-Büdingen * Isenburg-Wächtersbach * Isenburg-Meerholz                                                                  | Provinz Starkenburg: Oberamt Offenbach Amt Dreieichenhain Amt Philippseich Provinz Oberhessen: Amt Assenheim Amt Büdingen Amt Marienborn Amt Mockstadt Amt Wenings Kurfürstentum Hessen: Darüber hinaus gehörten dem Haus Isenburg weitere Besitzungen im Kurfürstentum Hessen. | 1. Januar 1827                                                | 27.889        |
| Standesherrschaft Leiningen           | Fürsten von Leiningen | ohne |                                                               | 0             |
| Standesherrschaft Löwenstein-Wertheim | Fürsten von Löwenstein-Wertheim | Amt Breuberg Amt Habitzheim Amt Kirch-Beerfurth | 1822                                                          | 8.231         |
| Standesherrschaft Riedesel            | Riedesel Freiherren zu Eisenbach | Amt Altenschlirf Amt Engelrod Amt Freiensteinau Amt Lauterbach Gericht Ober-Ohmen | 1821                                                          | 19.505        |
| Standesherrschaft Schlitz             | Grafen von Schlitz genannt von Görtz | Grafschaft Schlitz | 1821                                                          | 6.898         |
| Standesherrschaft Solms               | Fürsten und Grafen von Solms * Fürsten von Solms-Braunfels * Fürsten von Solms-Hohensolms-Lich * Grafen von Solms-Laubach * Grafen von Solms-Rödelheim * Grafen von Solms-Wildenfels | Amt Engelthal Amt Grüningen Amt Hungen Amt Laubach Amt Lich Amt Nieder-Weisel Amt Nieder-Wöllstadt Amt Rödelheim Amt Utphe Amt Wölfersheim | 1. Oktober 1835 (Solms-Lich) 1. August 1841 (Solms-Braunfels) | 23.000        |
| Standesherrschaft Stolberg            | Grafen von Stolberg * Stolberg-Wernigerode * Stolberg-Roßla | Amt Gedern Amt Ortenberg | 1821                                                          | 10.013        |